# 루도비치 케네디
루도비치 케네디 경(Sir Ludovic Henry Coverley Kennedy, 1919년 11월 3일 ~ 2009년 10월 18일)은 영국 스코틀랜드의 저널리스트, 방송인, 인본주의 활동가이다. 영국에서 사형 폐지 운동과 안락사 허용 운동을 하였다.

## 서훈
- 1994년 기사작위(Knight Bachelor) 서임[2]